# Ivan Černic
Ivan Černic, slovenski zamejski profesor, ravnatelj in kulturni delavec, * 28. maj 1938, Vrh svetega Mihaela, † 1. oktober 2024, Doberdob.

## Življenje in delo
Ivan Černic se je rodil na Vrhu (zdaj je pokrajini Gorica v Italiji, takrat je bil v občini Opatje selo), oče je bil Jožef, mati Amalija (rojena Cotič). Družinsko ime na vasi je bilo Mrkotinovi, družina je bila številna, saj sta starša vzgojila šest otrok (5 fantov in hčerko). Po obveznem šolanju je bil v Gorici v Alojzijevišču in je obiskoval klasični licej Primoža Trubarja v Gorici. Po maturi se je vpisal na univerzo v Trstu, kjer je zaključil študij na Fakulteti za matematiko. Nato je nekaj let poučeval na zavodu ITI in slovenskem klasičnem liceju v Gorici, redno pa se je zaposlil na tržaškem klasičnem liceju Franceta Prešerna, kjer je poučeval matematiko in fiziko. Leta 1984 je postal ravnatelj slovenskega Državnega tehničnega zavoda Žiga Zois v Trstu, ki ga je vodil vse do upokojitve leta 1996.
Ivan Černic je bil zelo aktiven na družbenem, kulturnem in političnem področju med Slovenci v Italiji. Kot predsednik goriškega Športnega združenja Olympia je bil leta 1970 med ustanovitelji Združenja Slovenskih Športnih Društev (ZSŠDI) v Italiji. Kasneje je bil med odborniki Športnega združenja Soča v Sovodnjah ob Soči.
Leta 1975 je bil med ustanovitelji stranke Slovenske skupnosti (SSk) na Goriškem in njen pokrajinski predsednik, še prej je bil na drugih deželnih volitvah v Furlaniji - Julijski krajini leta 1969 med kandidati SSk za deželni svet. Za SSk, edino samostojno slovensko stranko v Italiji, je kandidiral tudi za pokrajinski svet v Gorici in kot županski kandidat na lokalnih volitvah v Doberdobu leta 2004. V Doberdobu je bil več let tudi v občinskem svetu. Leta 2015 mu je vodstvo stranke podelilo plaketo, na kateri je vgravirano: Slovenska skupnost izreka priznanje in zahvalo za nesebično in požrtvovalno štiridesetletno delo v korist narodnostnim pravicam Slovencev v Italiji.
V osebnem življenju mu usoda ni prizanašala. Po prerani smrti prve žene Bože Pirc se je poročil s Franko Ferletič, s katero sta si dom uredila v Doberdobu in imela tri otroke, Andreja, Matejo in Ivano. Za družino je Ivan Černic ljubeče skrbel tudi po tragični izgubi druge žene, proti koncu 90-ih let prejšnjega stoletja se je poročil z Melito Valič, ki mu je bila ob strani do smrti.